# 부여 왕흥사지
왕흥사(王興寺)는 백제 부여에 있던 사찰로 577년에 세워졌으나, 660년 백제 멸망 후에 폐허가 되어 현재는 절 터만 남아 있다. 2001년 2월 5일 대한민국의 사적 제427호 왕흥사지로 지정되었다가, 이후 현재의 명칭으로 변경되었다.

## 창건
577년에 백제 위덕왕이 자신의 죽은 왕자를 위하여 절을 창건하였다. 《삼국사기》에는 600년 봄 정월에 백제 무왕이 창건하고, 30명이 승려가 되는 것을 허가하였다라고 기록되어 있다. 그러나 2007년 10월 10일 왕흥사지 터에서 발견된 사리함 몸통에 한자 '丁酉年二月 十五日百濟 王昌爲亡王 子爲刹本舍 利二枚葬時 神化爲三'라는 글이 음각되어 있는 것이 밝혀져, 실제 창건 연도가 삼국사기 기록보다 23년 앞선 것으로 확인되었다.

## 소실
삼국사기에 660년 11월 5일에 신라의 태종 무열왕이 "계탄(灘, 부여강)을 건너 왕흥사잠성(王興寺岑城)을 공격하였고, 7일에 이겨 700명을 목베었다"라고 기록되어 있다. 이후 절터는 폐허가 되었다.

## 발굴 조사
1934년 충남 부여군 규암면 신리 일원에서 왕흥명 기와와 석조불 좌상, 토기조각 등이 발견되면서 처음으로 왕흥사의 정확한 위치가 확인되었고, 국립부여문화재연구소는 백제문화권 유적 정비사업의 일환으로 2000년부터 부여 왕흥사지(사적 제427호)에 대한 발굴 조사를 실시하였다. 그리고 제5차 발굴조사를 마치면서, 2004년 6월 15일 "왕흥사는 탑지와 금당지가 남북 일직선상에 배치된 '1탑1금당식'이며 이는 전형적인 백제식 가람배치 구조인 것으로 확인됐다"라는 내용의 조사결과를 발표하였다.
또, 국립부여박물관은 2007년 10월 10일 왕흥사지터에서, 백제시대 사리 장엄구를 발견하여 같은 해 10월 24일 일반에 공개했다.

## 출토 문화재
- 부여 왕흥사지 출토 사리기 - 국보 제327호

## 참고 자료
- 부여 왕흥사지 - 국가유산청 국가유산포털